# 愛媛県道40号松山東部環状線
愛媛県道40号松山東部環状線（えひめけんどう40ごう まつやまとうぶかんじょうせん）は、愛媛県松山市を通る県道（主要地方道）である。

## 概要

### 路線データ
- 起点：松山市三津1丁目（国道437号交点）
- 終点：松山市小村町（愛媛県道23号伊予川内線・愛媛県道207号三坂松山線交点）

## 歴史
- 1993年（平成5年）5月11日 - 建設省から、県道松山東部環状線が松山東部環状線として主要地方道に指定される[1]。

## 路線状況
センターラインのある広い区間が多いものの、一部狭くなっており離合が困難な箇所も存在する。

### 重複区間
- 愛媛県道19号松山港線（松山市三杉町 地内）
- 愛媛県道20号松山北条線（松山市下伊台 地内）
- 国道317号（松山市末町 - 松山市石手）
- 愛媛県道334号松山川内線（松山市南久米町 - 松山市鷹子町）

## 地理

### 通過する自治体

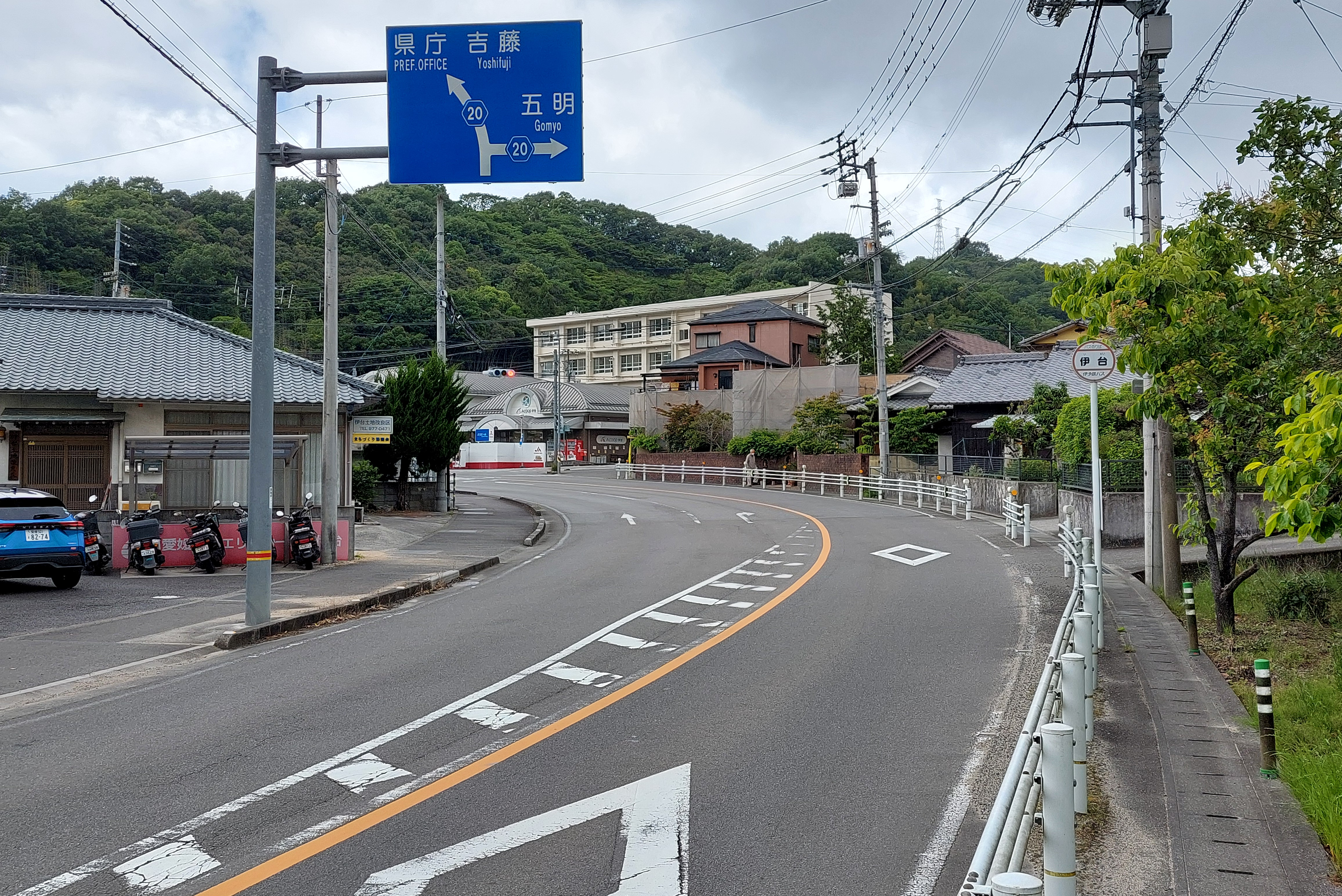
県道40号（松山市下伊台町）

- 松山市

### 交差する道路
- 国道437号（起点）
- 愛媛県道19号松山港線（松山市三杉町）
- 愛媛県道19号松山港線（松山市三杉町）
- 愛媛県道19号松山港線（松山市高山町）
- 愛媛県道184号和気衣山線（松山市安城寺町・安城寺交差点）
- 国道196号（松山市鴨川・大川橋交差点）
- 愛媛県道20号松山北条線（松山市下伊台）
- 愛媛県道20号松山北条線（松山市下伊台）
- 国道317号（松山市末町）
- 愛媛県道40号松山東部環状線 別線（松山市溝辺町）
- 愛媛県道187号六軒家石手線（松山市石手）
- 国道317号（松山市石手・遍路橋北交差点）
- 愛媛県道40号松山東部環状線 別線・松山市道樽味溝辺線（松山市東野）
- 愛媛県道334号松山川内線・愛媛県道40号松山東部環状線 旧道（松山市南久米町・久米八幡神社前交差点）
- 愛媛県道334号松山川内線（松山市鷹子町・鷹子駅北交差点）
- 国道11号（松山市久米窪田町・久米窪田交差点）
- 愛媛県道40号松山東部環状線 旧道（松山市久米窪田町）
- 愛媛県道193号森松重信線（松山市南高井町・南高井交差点）
- 愛媛県道23号伊予川内線・愛媛県道207号三坂松山線（松山市小村町、終点）

旧道
- 愛媛県道334号松山川内線・愛媛県道40号松山東部環状線 新道（松山市南久米町・久米八幡神社前交差点）
- 愛媛県道190号久米垣生線（松山市南久米町）
- 国道11号（松山市久米窪田町）
- 愛媛県道40号松山東部環状線 新道（松山市久米窪田町）

別線
- 国道317号（松山市溝辺町）
- 愛媛県道40号松山東部環状線・松山市道樽味溝辺線（松山市東野）

### 沿線にある施設など
- フジデリカ・クオリティ
- えひめ飲料
- 松山市立鴨川中学校
- 松山市立潮見小学校
- 松山市立伊台小学校
- 松山市立旭中学校
- 松山東雲女子大学
- 日尾八幡神社
- 四国八十八箇所第49番札所浄土寺
- 伊予鉄道横河原線鷹ノ子駅
- 四国八十八箇所第48番札所西林寺